# Walter Hinrichsen
Walter Hinrichsen (* 23. September 1907 in Leipzig; † 21. Juli 1969 in New York City) war ein deutsch-amerikanischer Musikverleger.

## Leben

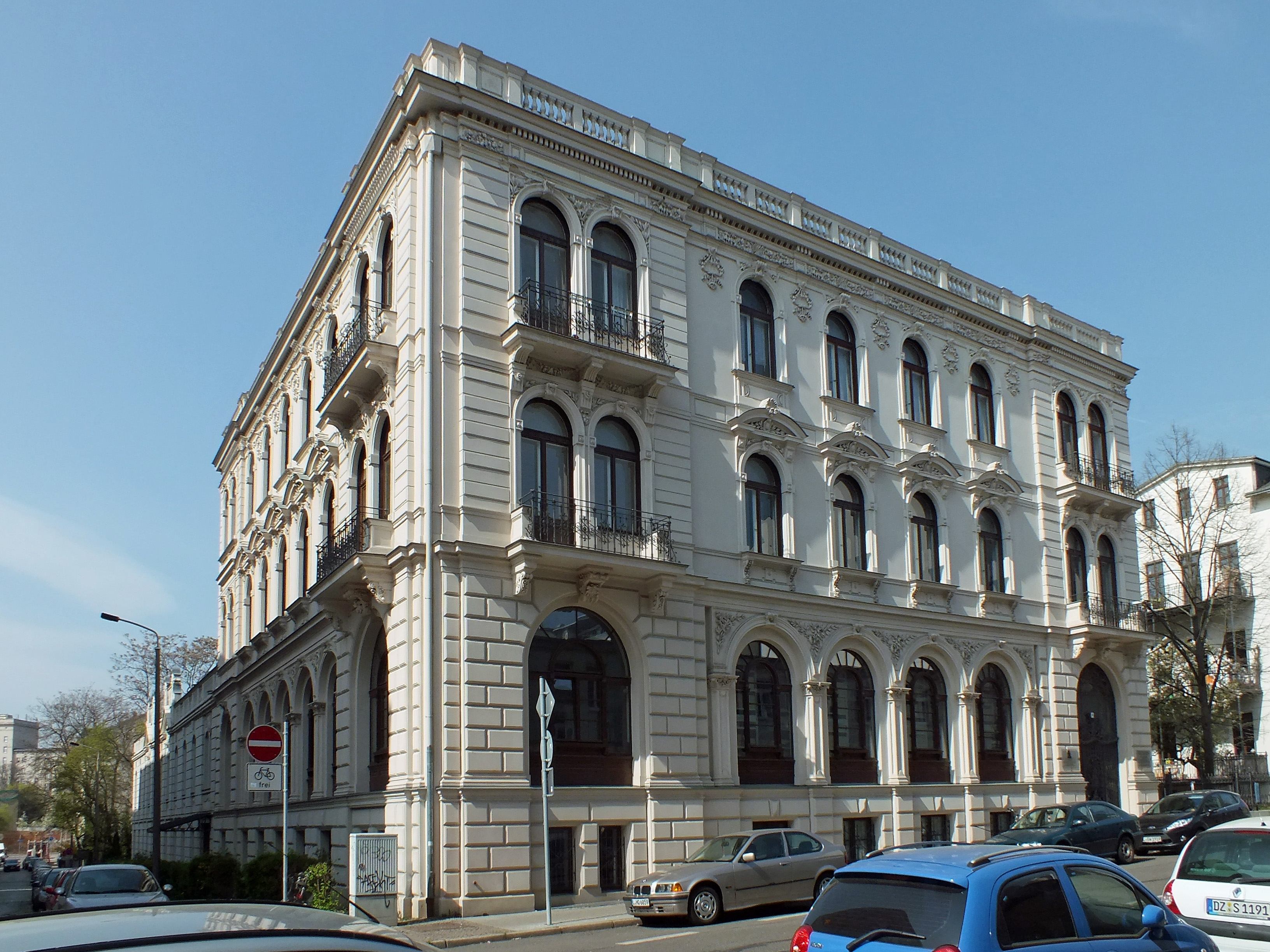
Talstr. 10 in Leipzig, Elternhaus von Walter Hinrichsen und Sitz von Edition Peters

Walter Hinrichsen war das vierte Kind und der zweite Sohn des Musikverlegers Henri Hinrichsen und seiner Frau Martha geb. Bendix (1879–1941). Er hatte zwei Schwestern und vier Brüder, darunter Max Hinrichsen. Seine väterlichen Vorfahren stammten von Ruben Henriques ab, einem Sepharden, der 1646 nach Glückstadt gekommen war und dessen Nachkommen über mehrere Generationen Hofagenten in Mecklenburg-Schwerin wurden. Seine Eltern und zwei seiner Brüder wurden Opfer der Shoah. An ihr Schicksal erinnern vier Stolpersteine vor dem Haus Talstr. 10 in Leipzig. Max Reger widmete seiner Mutter und ihm ein Wiegenlied. Nach dem Abitur in Leipzig studierte Walter Hinrichsen am Leipziger Konzervatorium. Von 1927 bis 1930 machte er verschiedene Praktika bei internationalen Musikverlagen, darunter Anton J. Benjamin in Hamburg, Foetisch in Lausanne, Schott Frères in Brüssel sowie Augener in London. Danach kehrte er nach Leipzig zurück, am 1. Mai 1931 trat er in das Familienunternehmen, den Musikverlag C. F. Peters, ein. Hier betreute er insbesondere den Export. 1933 unternahm er zur Stärkung der Geschäftsbeziehungen eine Reise rund um die Welt.
Unter dem Eindruck der zunehmenden Judenverfolgung emigrierte Hinrichsen im März 1936 in die USA. Er fand eine Anstellung bei einem Musikverlag in Chicago. 1942 trat er in die US Army ein. Als Teil der „Allied Expeditionary Force“ kam er 1944/45 nach Europa. Nach Kriegsende war er von 1945 bis 1947 als Musikoffizier für den amerikanischen Sektor in Berlin tätig. In dieser Eigenschaft war er für den Aufbau der Inter-allied Music Library verantwortlich. Schon im April 1945 war er nach Leipzig gekommen. Es gelang ihm, das von den Nationalsozialisten arisierte Unternehmen als amerikanisches Eigentum zu deklarieren und so zurückzuerhalten. Er setzte Johannes Petschull (1901–2001), der den Verlag schon seit der Arisierung geleitet hatte, als Bevollmächtigten ein und ließ mehrere Kisten mit Druckplatten und Notenmaterial aus den Beständen der Musikbibliothek Peters als Familieneigentum zusammenstellen und in die USA schicken.
Sie dienten ihm ab 1948 als Startkapital für den Aufbau des Verlags C. F. Peters in New York City. Petschull schaffte 1948 Verlagsunterlagen in die Schweiz und flüchtete 1949 in den Westen, wo ein weiterer Verlagszweig in Frankfurt am Main gegründet wurde. Der Leipziger Unternehmensteil wurde Ende 1948 erneut enteignet und 1950 zwangsweise in Volkseigentum überführt. In den USA erweiterte Hinrichsen das Verlagsprogramm um lebende Komponisten wie John Cage und förderte Neue Musik, wofür er mehrfach ausgezeichnet wurde.
Er war verheiratet mit Evelyn, geb. Merrell aus Chicago (30. November 1910 – 14. Januar 2005) Das Paar hatte eine Tochter, Martha (1948–2016), und einen Sohn, Henry Hans Hinrichsen (1949–2016), die in der Leitung des Unternehmens nachfolgten. Walter Hinrichsens Enkel Christian ist Anteilseigner der seit 2010 wieder vereinigten Unternehmensgruppe Edition Peters Group.

## Erinnerung
Zur Erinnerung an Walter Hinrichsen vergibt American Academy of Arts and Letters jedes Jahr den 1984 von C.F. Peters gestifteten Walter Hinrichsen Award für die Veröffentlichung einer Komposition durch einen jungen Komponisten.

## Auszeichnungen
- Ehrendiplom der National Association for American Composers and Conductors (1963)
- Laurel Leaf Award der American Composers Alliance (1964)

## Werke
- In einhundertachtzig Tagen um die Erde. Leipzig: Hinrichsen 1934
- German music life as seen by Walter Hinrichsen. In: Hinrichsen's Musical Year Book 4/5 (1947/48), S. 356–360